# HTP-Winward Motorsport
HTP Winward Motorsport, auch bekannt als Winward Racing, ist ein deutsches Motorsportteam mit Sitz in Altendiez. Das Team entstand im Jahr 2019 aus einer Fusion des amerikanischen Teams Winward Racing und HTP-Motorsport. Winward startete regelmäßig in der IMSA WeatherTech SportsCar Championship sowie der GT World Challenge Europe. Aktuell ist das Team in der DTM aktiv.

## Motorsporthistorie

### ADAC GT Masters
Im Jahr  2020 startete man als MANN-FILTER-Team HTP-Winward mit den Fahrern Indy Dontje und Maximilian Götz bei den ADAC GT Masters. Zudem gingen Philip Ellis und Raffaele Marciello für das Team KNAUS-Team HTP-Winward an den Start. Diese konnten in  Oschersleben das letzte Rennen der Saison  gewinnen. Das MANN-Filter Team beendete die Saison auf dem 10. Platz, das KNAUS-Team erreichte Platz 8.
 2021 ging man als MANN-FILTER-Team Landgraf-HTP WWR (eine Kooperation mit Landgraf Motorsport) mit den Fahrern Maximilian Buhk und Raffaele Marciello an den Start. Zum Beginn der Saison konnte erneut das Rennen in Oschersleben gewonnen werden. Das Team kam mit gesamt 149 Punkten auf den 5. Platz.

### DTM

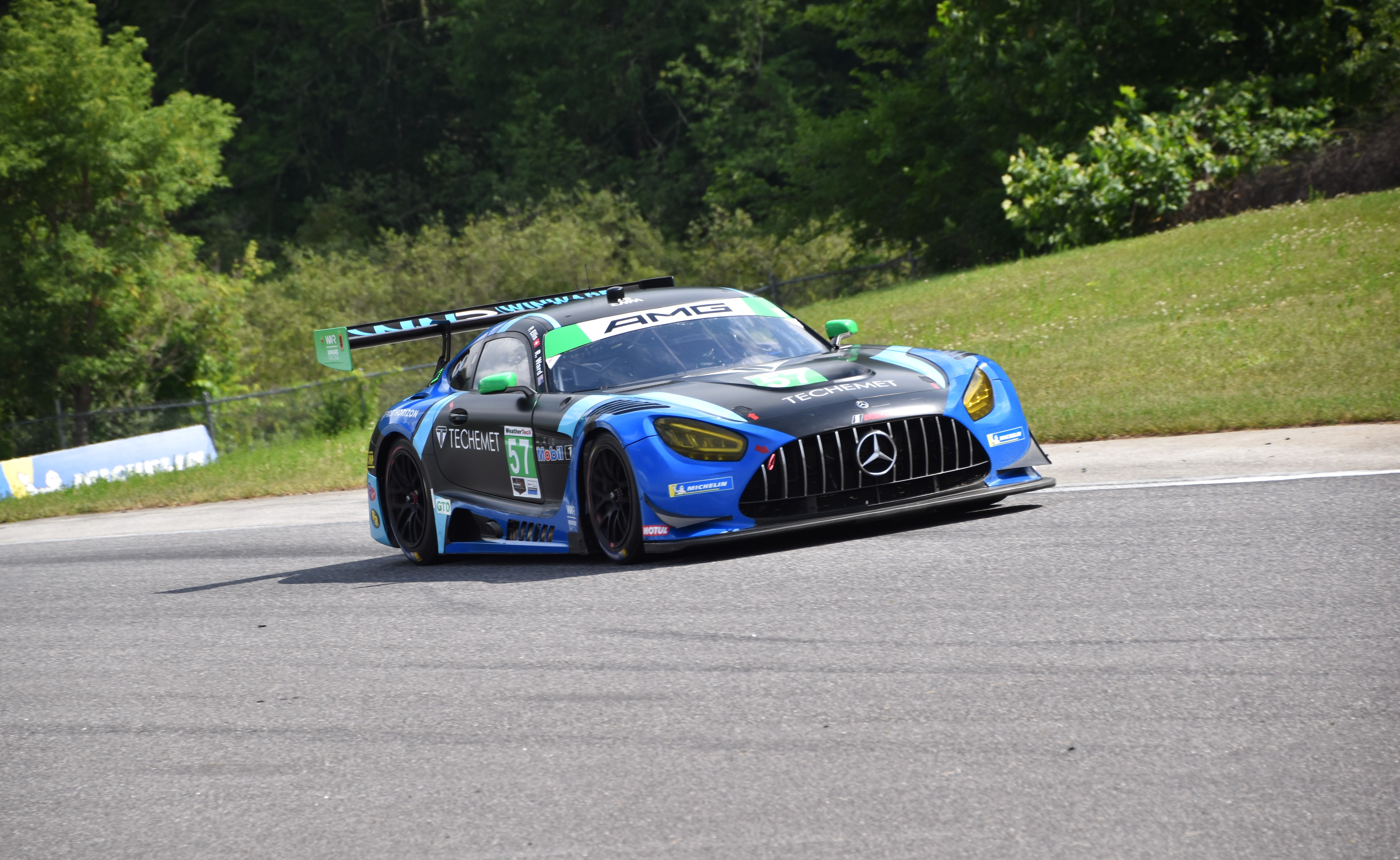
Philip Ellis im AMG GT3 von Winward Racing beim Northeast Grand Prix in der IMSA SportsCar Championship 2022

2021 debütierte das Team mit einem Mercedes-AMG GT3 in der DTM. Lucas Auer konnte 2 Rennen gewinnen, Philip Ellis gewann ebenfalls ein Rennen. Die Saison beendete das Team mit 281 Punkten auf dem 3. Platz.
Im  darauffolgenden Jahr gingen neben Lucas Auer die Fahrer Maximilian Götz und  David Schumacher für Winward an den Start. Auer gelangen zwei Rennsiege, am Saisonende landete er mit 153 Punkten auf dem 2. Platz der Fahrerwertung. Das Team erreichte mit 152 Punkten den 2. Platz der Teamwertung.
In der  Saison 2023 fuhren Lucas Auer und David Schumacher erneut für Winward. Insgesamt wurden 126 Punkte erzielt, daraus resultierte der 8. Platz der Teamwertung.
 2024 startete Maro Engel neben Lucas Auer. Er erreichte 203 Punkte und konnte die Saison auf dem 3. Platz der Fahrerwertung beenden. Das Team kam mit gesamt 316 Punkten auf den 3. Platz.
Im Jahr  2025 geht Maro Engel mit Jules Gounon für Winward Racing an den Start.